# Кхрло е Роменго
Крхло е Роменго је бивша радио станица која је емитовала сателитски програм из Београда, коју води НВО Глас Рома, са програмом на ромском језику.